# Uhyst (Spree)
Uhyst (Spree) a fost o comună din landul Saxonia, Germania. În prezent face parte din Boxberg/O.L..